# 厄氏稀棘䲁
厄氏稀棘䲁（學名：[Meiacanthus erdmanni] 错误：{{Lang}}：文本有斜体标记（帮助）），為輻鰭魚綱鳚形目䲁科稀棘䲁屬的一種，分布於西太平洋印尼西巴布亞省Cenderawasih灣、Tridacna環礁北部的斑塊礁海域，深度3至65公尺，本魚體延長，稍側扁，頭頂無冠膜，無鬚，下頜兩側有犬齒具有毒腺，體色為淡藍色，體側有兩條中外側深色條紋，背鰭基部一條深色邊緣條紋和約10個深色近端斑點，體長可達3.6公分，棲息在沿海礁石區，雌魚產附著性卵，雄魚有護卵行為，生活習性不明。